# Огорон (озеро)
Огорон — озеро в Зейском районе Амурской области России. Располагается в котловине между хребтами Соктахан и Тукурингра, в районе посёлка и станции Огорон. Считается самым крупным озером в Амурской области ледниково-тектонического происхождения. Площадь поверхности — 2,79 км². Высота над уровнем моря — 356 м.

## Гидрологические характеристики
Озеро мелкое (максимум до 2,8 метра в межень, средние глубины 0,8 — 1,5 метра), однако уровень воды отличается резкими сезонными колебаниями. В период муссонных дождей вода поднимается на несколько метров, затопляя котловину, осенью уровень падает. Средний срок установления ледового покрова 20 октября, вскрытие в середине мая. Толщина льда составляет в среднем 156 см, в малоснежные зимы больше, то есть озеро в большей части полностью перемерзает. Имеет вытянутую форму, в длину около 3,6 км и шириной до 1,2 км. Дно покрыто слоем ила, идут процессы эвтрофикации, водоём зарастает урутью и рдестом. Берега крутые, на большей части покрыты лесом, примерно треть берегов низкие, заболоченные. Впадают в озеро 4 ручья, в южной части вытекает река Деп (бассейн Зеи).
Код водного объекта — 20030400211118100000422.

## Охранный статус
Озеро является памятником природы регионального значения и входит в границы государственного природного заказника регионального значения «Верхне-Депский». Охранный статус впервые установлен в 1979 году. Общая площадь памятника 307,9 га.